# Young Global Leaders
Le Young Global Leaders (« Jeunes Leaders Mondiaux »), ou Forum of Young Global Leaders est une organisation indépendante à but non lucratif gérée depuis Genève, en Suisse. Un accord de siège a été octroyé par le gouvernement suisse à cette organisation complètement indépendante des institutions multilatérales du système onusien.

## Histoire
Les Global Leaders for Tomorrow sont lancés en 1992 par le Forum économique mondial créé par Klaus Schwab. Ils comprennent à l'époque 200 personnalités influentes âgées de moins de 43 ans.
Les Young Global Leaders qui leur succèdent en 2003 sont gouvernés par un conseil d'administration de douze leaders mondiaux et industriels, allant de la reine Rania de Jordanie à Marissa Mayer de Yahoo! et au cofondateur de Wikipédia, Jimmy Wales. Schwab a créé le groupe avec 1 million de dollars gagné du prix Dan David, et la classe inaugurale de 2005 comprenait 237 jeunes leaders. Les jeunes leaders mondiaux participent à la réunion annuelle des nouveaux champions, créée en 2007 et connue de manière informelle sous le nom de « Summer Davos », aux côtés d'entreprises de croissance mondiale et d'autres délégations au Forum économique mondial.

## Accueil
Dans BusinessWeek, Bruce Nussbaum décrit les Young Global Leaders comme « le réseau social privé le plus exclusif au monde », tandis que l'organisation elle-même décrit les dirigeants sélectionnés comme représentant « la voix de l'avenir et les espoirs de la prochaine génération ».

## Processus de sélection
Représentant plus de 70 nations différentes, les Young Global Leaders sont nommés par des anciens pour un mandat de six ans et sont soumis au veto pendant le processus de sélection. Les candidats doivent être âgés de moins de 38 ans au moment de l'acceptation (ce qui signifie que les YGL actifs ont 44 ans et moins) et être très accomplis dans leur domaine. Au fil des ans, il y a eu des centaines de lauréats, dont plusieurs célébrités, aux côtés de personnalités et d'innovateurs reconnus dans les domaines de la politique, des affaires, du milieu universitaire, des médias et des arts.

## Membres et anciens
Les membres notables et anciens de Young Global Leaders comptent notamment : 
- Jacinda Ardern
- Gabriel Attal [6]
- Lera Auerbach
- Sergei Brin
- Merieme  Chadid
- Anderson Cooper
- Leonardo DiCaprio
- Alexander De Croo
- Alfa Demmellash
- Daria Kaleniuk
- Emmanuel Macron
- Sanna Marin
- Annika Saarikko
- Ida Auken
- Jens Spahn
- Annalena Baerbock
- Ska Keller
- Sandro Salsano
- Ólafur Elíasson
- Florian Henckel von Donnersmarck
- Sebastian Kurz
- Ashton Kutcher
- Jack Ma
- Lerato Mbele, journaliste et animatrice sud-africaine travaillant pour la BBC.
- Tolullah Oni
- Larry Page
- Marlène Schiappa
- Charlize Theron
- Justin Trudeau
- Bhavin Turakhia
- Fasi Zaka
- Mark Zuckerberg
- Victor Nomandate
- Ioann Iarochevitch
- Sanae Lahlou[7]
- Dries Buytaert[8]
- Tara Fela-Durotoye[9]
- Wawira Njiru

## Projets des leaders
En 2007, l'organisation a lancé un programme intitulé « Table for Two », visant à prévenir à la fois la malnutrition dans les pays en développement et l'obésité dans les pays développés.
En 2010, Jimmy Wales, de Wikipédia, Young Global Leader et fondateur de Wikia, et John Hope Bryant (un autre Young Global Leader), fondateur de l'opération HOPE, ont rejoint Karim Hajj, président de la Bourse des valeurs de Casablanca, pour former la Wikia-Operation HOPE Global Money Initiative, pour permettre l'autonomisation financière personnelle, dans les dialectes locaux nord-africains du français et de l'arabe.